# Beth Van Duyne

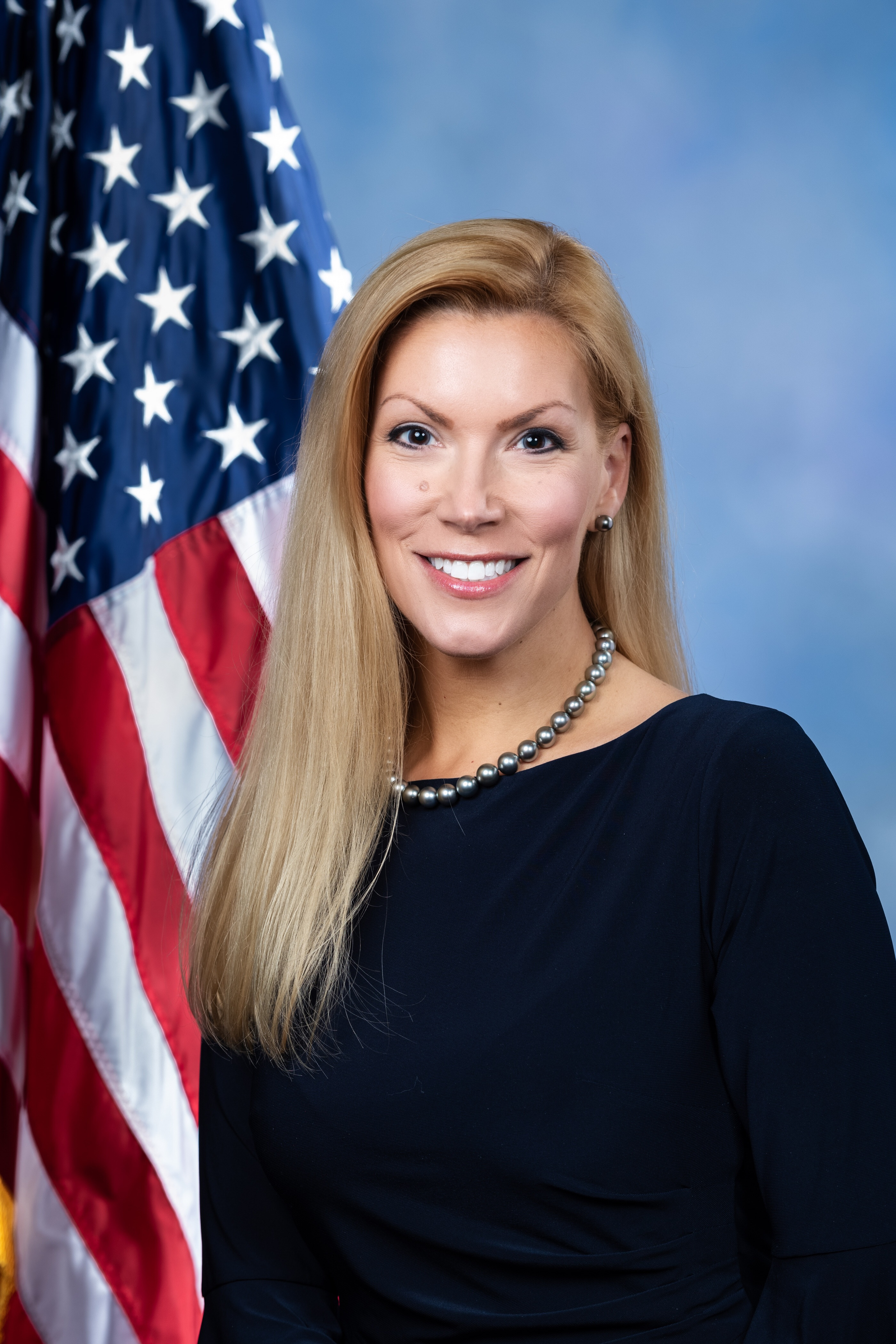
Beth Van Duyne (2020)

Elizabeth Ann Van Duyne (* 16. November 1970 in Albany, New York) ist eine US-amerikanische Politikerin der Republikanischen Partei. Seit dem Januar 2021 vertritt sie den 24. Distrikt des Bundesstaats Texas im Repräsentantenhaus der Vereinigten Staaten.

## Leben
Beth Van Duyne wurde in Albany in Upstate New York geboren und wuchs bis zu ihrem siebten Lebensjahr in Amsterdam und danach in Cooperstown auf. Als Fünfzehnjährige zog sie mit ihrer Familie schließlich nach Irving, Texas. Van Duyne machte an der Greenhill School in Addison ihren Schulabschluss und studierte danach an der Cornell University, an der sie einen Bachelorabschluss in Städteplanung erlangte. Beth Van Duyne war von 1995 bis 2012 mit Casey Wallach, den sie während ihres Studiums kennengelernt hatte, verheiratet und hat zwei Kinder.

## Politik
Aus Unzufriedenheit über den Stadtrat Herbert Gears, der ihren Wahlbezirk im Rat der Stadt Irving vertrat, trat Van Duyne im Jahr 2004 gegen Gears an und gewann die Wahl, Gears wurde daraufhin zum Bürgermeister gewählt. 2010 trat sie aus dem Stadtrat zurück. Im folgenden Jahr kandidierte Van Duyne, wiederum gegen Gears, um das Bürgermeisteramt. Sie gewann diese Wahl ebenfalls und trat zum 7. Juli 2011 das Bürgermeisteramt an. Nach zwei Amtszeiten kündigte Van Duyne im Februar 2017 an, nicht mehr für das Bürgermeisteramt kandidieren zu wollen. Am 16. Mai 2017 endete ihre Amtszeit und sie wurde von Rick Stopfer abgelöst. Danach wurde Van Duyne von US-Präsident Donald Trump zur Regionalleiterin des Ministeriums für Wohnungsbau und Stadtentwicklung für Texas, New Mexico, Oklahoma, Louisiana und Arkansas ernannt.
Nach der Ankündigung des Abgeordneten Kenny Marchant, bei den Wahlen zum Repräsentantenhaus 2020 nicht mehr antreten zu wollen, trat Van Duyne von ihrem Posten im Stadtentwicklungsministerium zurück. Sie bewarb sich daraufhin um Marchants Sitz im Repräsentantenhaus, der den 24. Kongresswahlbezirk und somit Teile der Countys Denton, Dallas und Tarrant umfasst. Bei der republikanischen Vorwahl setzte sich Van Duyne, die von Donald Trump unterstützt wurde, deutlich durch. Die Wahl am 3. November 2020 konnte Van Duyne mit 48,8 Prozent der Stimmen bzw. einem Vorsprung von 4625 Stimmen gegen Candace Valenzuela von der Demokratischen Partei sowie drei weitere Kandidaten gewinnen. Van Duyne trat ihr Amt am 3. Januar 2021 an. Die Primary (Vorwahl) ihrer Partei für die Wahlen 2022 am 1. März konnte sie mit 85 % gewinnen. Bei der allgemeinen Wahl trat sie am 8. November 2022 gegen Jan McDowell von der Demokratischen Partei an. Sie konnte die Wahl mit 59,9 % der Stimmen für sich entscheiden und war dadurch auch im Repräsentantenhaus des 118. Kongresses vertreten. Bei der Wahl 2024 hatte sie in der Vorwahl keine Herausforderer und setzte sich in der Hauptwahl gegen den Demokraten Sam Eppler mit 60,3 % durch. Ihre aktuelle Legislaturperiode im Repräsentantenhaus des 119. Kongresses läuft noch bis zum 3. Januar 2027.

### Ausschüsse
Sie ist aktuell Mitglied in folgendem Ausschuss des Repräsentantenhauses:
- Committee on Small Business
  - Economic Growth, Tax, and Capital Access
  - Oversight, Investigations, and Regulations
- Committee on Ways and Means
  - Oversight
  - Tax
  - Trade
  - Work and Welfare